# Гельмут Плесс
Гельмут Плесс (нім. Helmut Pleß; 2 листопада 1918, Гамбург — 25 грудня 1999, Люнебург) — німецький журналіст і офіцер, лейтенант люфтваффе, оберст резерву бундесверу. Кавалер Лицарського хреста Залізного хреста.

## Біографія
Однокласник Гельмута Шмідта. Учасник німецько-радянської війни, за бойові заслуги відзначений численними нагородами. Після війни поступив на службу в бундесвер. З 1962 по 1983 рік — головний редактор Люнебурзької земельної газети (Lüneburger Landeszeitung).

## Звання бундесверу
- Гауптман резерву (1 серпня 1960)
- Майор резерву (27 серпня 1965)
- Оберстлейтенант резерву (10 жовтня 1968)
- Оберст резерву (30 травня 1973)

## Нагороди
- Нагрудний знак пілота (14 грудня 1939) — як єфрейтор.
- Залізний хрест
  - 2-го класу (11 червня 1940) — як унтер-офіцер і пілот 2-ї ескадрильї 31-ї розвідувальної групи.
  - 1-го класу (18 червня 1940)
- Нагрудний знак «За поранення» в чорному (1 серпня 1940) — за поранення, отримане 17 червня 1940 року.
- Авіаційна планка розвідувальної авіації
  - в бронзі (17 березня 1942) — як фельдфебель і пілот 4-ї ескадрильї 31-ї розвідувальної групи.
  - в сріблі (24 травня 1942)
  - в золоті (12 вересня 1942)
  - з підвіскою (9 березня 1943)
- Почесний Кубок Люфтваффе (15 жовтня 1942)
- Орден «Доблесний авіатор», золотий хрест (Румунія) (23 грудня 1943)
- Німецький хрест в золоті (3 грудня 1942) — як лейтенант.
- Кримський щит (20 березня 1943)
- Лицарський хрест Залізного хреста (9 червня 1944)
- Орден «За заслуги перед Федеративною Республікою Німеччина», кавалерський хрест
- Внесений у Почесну книгу міста Люнебурга (1984)